# Mahmud Schahin
Mahmud Schahin (arabisch محمود شاهين, DMG Maḥmūd Šāhīn; * 10. Oktober 1946 in Jerusalem, Völkerbundsmandat für Palästina) ist ein palästinensischer Schriftsteller.

## Leben und Werk
Er lebte in Amman, Kuwait und dem Irak und trat der Fatah bei. Schahin beteiligte sich auf palästinensischer Seite am Palästinakonflikt und arbeitete am Zentrum für palästinensische Forschung in Damaskus.
Er veröffentlichte zwei Romane. In al-Arḍ al-ḥarām (1983) erzählt die Palästinenserin Watfa ihrem Geliebten, der infolge des Palästinakrieges, der 1948 mit der Staatsgründung Israels endete, vertrieben worden war, über ihr Leben in Israel und ihre Ehe mit einem Juden. Die Handlung erstreckt sich bis zum Jahr 1967. In seinem zweiten Roman al-Hiǧra ilā l-ǧaḥīm (1984) ist die Hauptfigur der palästinensische Jude Abraham, der mit einem polnischen Juden über das Leben in Palästina vor der Errichtung des Staates Israel redet. Šāhīn gehört zu den palästinensischen Autoren, die im Exil lebten und sich häufig in ihren Texten mit der Ideologie des Zionismus auseinandersetzten. Laut der Studie von Adel al-Osta Die Juden in der palästinensischen Literatur zwischen 1913 und 1987 beschreibt Šāhīn in seinem Roman al-Ard  al-haram Juden als „Wucherer“, in seinem Roman al-Higra ilä 1-gahim als „geldgierige Wucherer“.
Er verfasste außerdem Kurzprosa, die in Sammelbänden herauskam.

## Werke (Auswahl)
- Al-Chuttar. Kurzgeschichten. Dār al-Quds, Beirut 1979, OCLC 166101878 („Salzsucher“).
- al-Arḍ al-ḥarām. Roman. Wizārat aṯ-Ṯaqāfa wa-l-Iršād al-Qaumī, Damaskus 1983, OCLC 164575965 („Die verbotene Erde“).
- al-Hiǧra ilā l-ǧaḥīm. Roman. al-Muʾassasa al-Ǧāmiʿīya, Beirut 1984, OCLC 313469026.
- Ġiwāyāt šaiṭānīya. Dār Nīnawā li-d-Dirāsāt wa-n-Našr wa-t-Tauzīʿ, Damaskus 2008, OCLC 249462553.
- al-Malik Luqmān. Dār Nīnawā li-d-Dirāsāt wa-n-Našr wa-t-Tauzīʿ, Damaskus 2009, OCLC 551878543.
- Udaiqī al-yahūdī: riwāya fikrīya tārīḫīya siyāsīya. Maktabat Kull Šaiʾ, Haifa 2018, ISBN 978-965-7753-77-4.

In deutscher Übersetzung
- Der Sklave Said. Erzählung, aus dem Arabischen von Doris Erpenbeck, in: Heinz Odermann, Wolfgang Skillandat (Hrsg.): 16 palästinensische Erzähler, Verlag Volk und Welt, Berlin 1983, S. 14–21.